# Захаров, Павел Григорьевич
Павел Григорьевич Захаров (20 июля 1902 — 1983 или 1984) — советский художник-график, живописец, педагог, преподаватель рисунка и живописи в Московском Полиграфическом институте, художник-монументалист. Член Союза художников СССР.

## Биография
Родился в городе Владимир в 1902 году. Закончил: «Высшие художественно-технические мастерские» 1922—1929; Ленинградский Высший Художественно-Технический Институт и Московский полиграфический институт 1929—1932.
Участвовал в выставках с 1930.
Преподавал Московское государственное академическое художественное училище памяти 1905 года 1930—1948; Московский полиграфический институт с 1948.
В 1922 г. поступил во ВХУТЕМАС к П. В. Митуричу, от которого воспринял принцип построения «предмета в пространстве», навык находить правильный ракурс, группировки предметов и композиционного обобщения, дипломная работа-серия офортов о железнодорожном транспорте и в аспиратнтуре того же института (1929–1932).
В живописи главное место отводил цветовым отношениям для создания единого цветового звучания полотна. 
В ранних работах экспериментировал с геометрической абстракцией. Исполнил ряд монументальных полотен для павильона «Северо-Восток» на ВДНХ, для Политехнического музея и Постоянной строительный выставки в Москве.
«Художник — это человек непосредственного переживания окружающего мира с глубоким ощущением чувственной прелести натуры, это радостное и открытое любование жизнью. Это состояние раскованности, свободы, видения, творческого размаха» — П. Захаров, «Немного о себе»
Более 70 графических листов П. Г. Захарова хранятся в собрании Государственной Третьяковской галереи.
Среди его учеников: А. В. Бородин, Д. С. Бисти, В. А. Дувидов, В. И. Колтунов, М. П. Митурич.
Жена — художница Мертешова Татьяна Захаровна (1905—1998).
Умер в Москве в 1983 или 1984 году.